# جناح روجالو

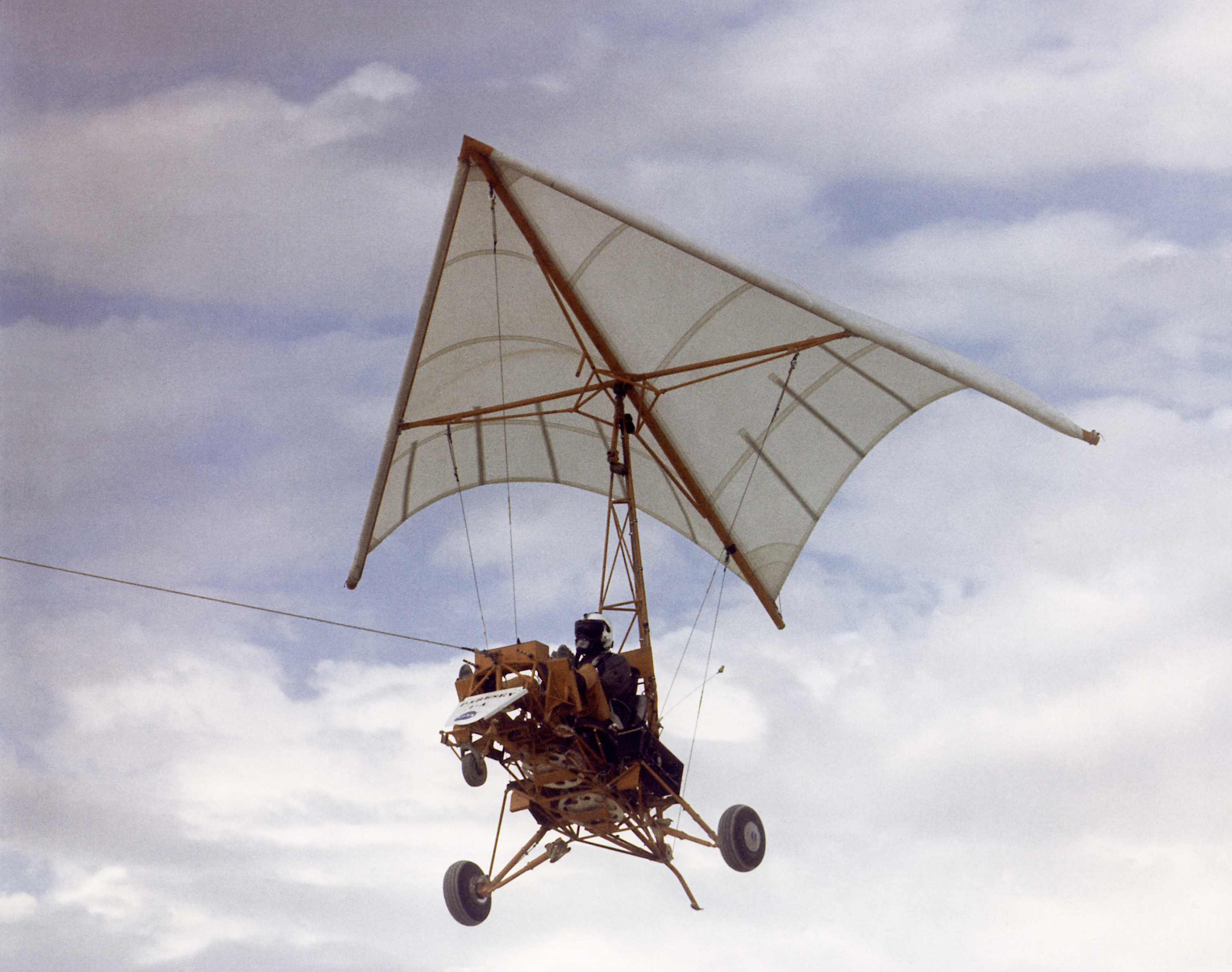
النموذج الذي تم اختباره ضمن مشروع باريسيف (Paresev) لهبوط المركبات الفضائية بواسطة جناح روجالو

جناح روجالو هو نوع مرن من الجناح الحامل. تم تصميم هذا الجناح من قبل جيرترود روجالو وزوجها فرانسيس روجالو المهندس في وكالة الفضاء الاميركية «ناسا» في عام 1948. أخذت ناسا جناح روجالو المرن في عين الاعتبار لاستخدامه كآلية لهبوط مركبة الفضاء جيميني، بالإضافة إلى هبوط مركبات فضائية أخرى لكن في العام 1964 تم إلغاء هذا الخيار لصالح مظلة الهبوط (بالإنكليزية Parachute).

## تأريخ
كان روجالو مهتماً بفكرة الجناح المرن منذ عام 1945. قام مع زوجته بتصنيع وتطيير الطائرات الورقية كهواية، ولعدم وجود دعم رسمي لفكرة الجناح بما في ذلك من قبل ناسا قام الزوجان بتجاربهما على الجناح في وقتهما الخاص. مع نهاية عام 1948 كان عند الزوجين تصميمان ناجحان: الأول طائرة ورقية أطلقا عليها اسم «الطائرة الورقية المرنة» (بالإنكليزية Flexi-Kite) والثاني مظلة هبوط انزلاقية (أي ان الجناح ينزلق على الهواء اثناء هبوطه بخلاف مظلة الهبوط العادية التي تتهادى نتيجة القوة الرافعة لمقاومة الهواء). أطلق الزوجان على هذا التصميم لاحقا اسم المظلة التزلجية، (بالإنكليزية Para-glider).

حصل الزوجان على براءة اختراع لتصميمهما الشهير للجناح ذو الشكل V في اذار \ مارس 1951. وقد كان لبيع الطائرة الورقية المرنة كلعبة أطفال دورا في تمويل عمل الزوجين.

## بناء الجناح

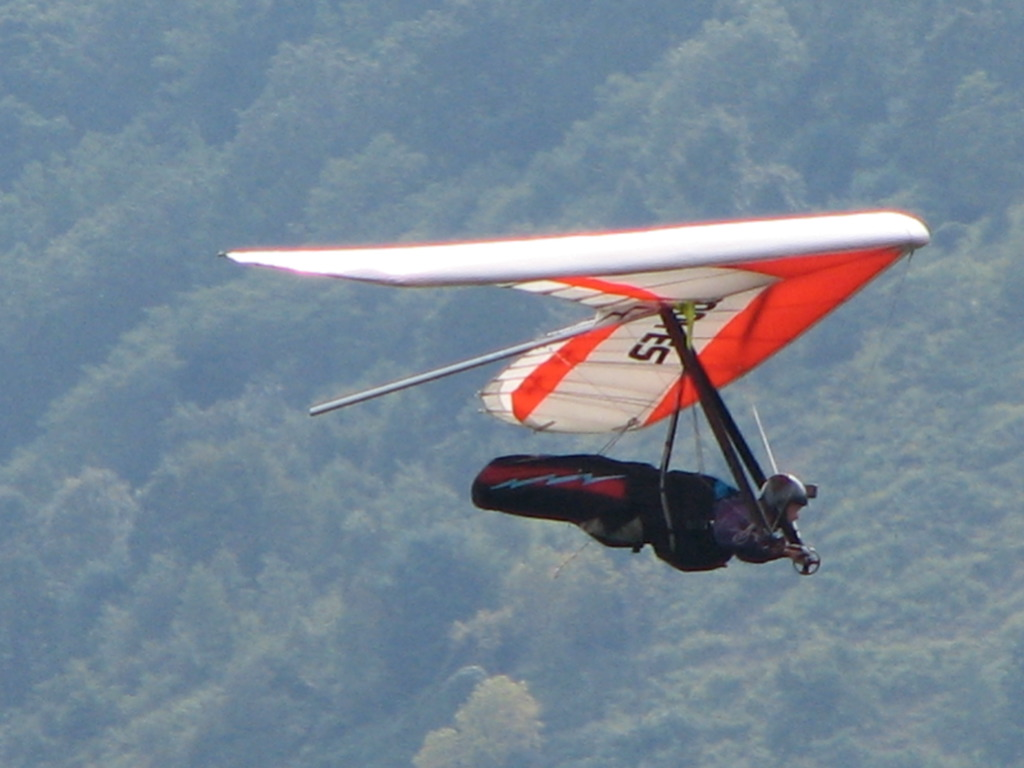
رياضة الطيران الشراعي عن طريق التعلق بجناح روجالو في منتزه هاينر، بنسلفينيا، الولايات المتحدة

يتألف جناح روجالو من سطحين متصلين ذوا شكلٍ مخروطي جزئي. يشترك المخروطان بالذروة (انظر الصورة المرفقة).
تختلف سرعة انزلاق الجناح بحسب تصميم وأبعاد السطحين المخروطيين للجناح، فمن أجل سرعة منخفضة يكون المخروطان الجزئيان ذوا قاعدتين كبيرتين وعمق ضئيل. أما لسرعات أكبر تحت ووفق صوتية يكون المخروطان أطول وأضيق.
ميزة جناح روجالو هي بساطة تصميمه وانخفاض تكلفة تصنيعه. تبعا لطريقة دمج الجناح مع التصميم الكلي لالة الطيران وكيفية التحكم به من الممكن ان يتراوح استخدام الجناح من مجرد طائرة ورقية إلى مظلة هبوط فضائية!
امتلك روجالو عدة براءات اختراع مرتبطة بتصميمه، فقد صمم أشكالا أخرى للجناح نتجت عن التصميم الأساسي، مثلا: استخدام أسطح اسطوانية عوضاً عن الاسطح المخروطية، أو استخدام عدة أسطح اسطوانية متجاورة، أو تغيير درجة مرونة الجناح أو تغيير زوايا رأس المخروط، الخ. في وقت لاحق أدى جهد تشارلز ريتشارد في اثناء عمله على مشروع ناسا باريسيف، وهو المشروع الذي هدف إلى اختبار فعالية استخدام جناح روجالو كوسيلة لهبوط المركبة الفضائية جيميني، أدى ذلك إلى تصنيع ما أصبح لاحقا الطائرة المستخدمة في رياضة الطيران الشراعي (الطيران عن طريق التعلق بجناح روجالو كما يظهر في الصورة المرفقة).
من ناحية ديناميكية، يصمم الجناح ليكون مرنا وقابلا للانحناء تبعا لتأثير الرياح مما يعطي تأثيرا موازيا لتأثير مخمدات الاهتزاز في الجمل الميكانيكية، بالتالي تكون حركة الجناح وبالتالي الجملة ككل أقل تأثرا باضطراب الرياح حولها على عكس الجناح الحامل الصلب.

## التحكم
في رياضة الطيران الشراعي المعلق يتم التحكم بالطائرة من خلال تغيير مركز الثقل لجملة الطائرة والشخص المتعلق بها. أكثر طريقة شائعة لفعل ذلك هي ان يكون مستخدم الطائرة متعلقا من إبطيه بقضيبين متوازيين ليقوم بالتحكم باتجاه الطائرة. استخدم كل من غوتلوب اسبينلاوب (1922) وجورج سبرات (1828) وباري بالمر (1962) مقعدا يتحرك بشكل نوّاسي بغرض المساعدة على التحكم بمركز الثقل.
حاليا يتم التحكم بأغلب أجنحة روجالو من خلال التحكم بزوايا الانقلاب و الانتكاس (العطوف والخطران). يتم ذلك من خلال توزيع الحمل (الشخص المتعلق بالجناح) على عدة نقاط في اسفل الجناح، لذلك عندما يتم تحريك كتلة الحمل المتعلقة بشكل نواسي إلى الأمام والخلف أو إلى اليمين واليسار يرافق هذه الحركة تغييرا في موضع مركز الثقل للجملة مما يؤدي إلى تغيير مسار حركة الجملة.